# Quamtana filmeri
Quamtana filmeri är en spindelart som beskrevs av Huber 2003. Quamtana filmeri ingår i släktet Quamtana och familjen dallerspindlar. Inga underarter finns listade i Catalogue of Life.